# Арсений (епископ Муромский)
Епископ Арсений (ум. 1213) — епископ Русской церкви, первый по времени епископ Муромский и Рязанский с 26 сентября 1198 года.
По В. Н. Татищеву Арсений рукоположен во епископа сентября 1198 года из игуменов некоего монастыря.
В 1207 году своим заступничеством Арсений спас Рязань от гнева Всеволода Юрьевича, заподозрившего рязанских князей в измене.
В 1208 году епископ Арсений «град Переяславль заложил у озера», другими словами освятил обновление кремлёвских построек.
Всеволод послал в Рязань своего сына Ярослава, но вскоре народ перебил владимирских бояр.
Всеволод сжёг Рязань, а Арсений в 1208 году (или 1203) отведён пленным во Владимир и был освобождён только после кончины Всеволода Юрьевича в 1212 году.
Летописи говорят об епископе Арсении много хорошего: энергичный, заботливый о пастве, горячий патриот и радетель земли рязанской.
Точной даты смерти Арсения нет, но предположительно он скончался в 1213 году.